# Koningin Elisabethwedstrijd 2017 (voor cello)
De Koningin Elisabethwedstrijd 2017 (voor cello) was de eerste wedstrijd voor cello van de Koningin Elisabethwedstrijd, en vond plaats van 8 mei tot 3 juni 2017. Om te kunnen deelnemen aan deze veeleisende wedstrijd moet men minimum 18 jaar en maximum 30 jaar zijn. Eerste laureaat werd de Franse cellist Victor Julien-Laferrière.

## Jury
Arie Van Lysebeth was opnieuw juryvoorzitter met als juryleden Gautier Capuçon, Marta Casals-Istomin, Henri Demarquette, Roel Dieltiens, David Geringas, Natalia Gutman, Marie Hallynck, Frans Hemerson, Gary Hoffman, Anssi Karttunen, Mischa Maisky, Antônio Meneses, Truls Mørk, Jian Wang en Pieter Wispelwey.

## Voorronde
De voorrondes vonden plaats van 8 tot en met 13 mei 2017, in Studio 4 in het Flageygebouw. De deelnemers werden geselecteerd uit 202 kandidaten die voor 11 januari 2017 vier videofragmenten digitaal opsloegen samen met het online inschrijvingsformulier. Van de 70 geselecteerde kandidaten deden er 68 mee aan de voorrondes. Er waren 22 verschillende nationaliteiten, 21 vrouwen en 47 mannen aanwezig. Geen enkele Belgische cellist haalde de voorrondes.
Elke kandidaat vertolkte (1) de eerste beweging van de Sonate voor solo cello van Eugène Ysaÿe, (2) een sonate van Luigi Boccherini, begeleid door een andere cello en (3) een werk met pianobegeleiding, te kiezen uit de eerste beweging van de Sonate in a D821 (Arpeggione) van Franz Schubert, twee stukken uit de Fünf Stücke im Volkston op.102 van Robert Schumann, Rondo op.94 van Antonín Dvořák of Variations concertantes op.17 van Felix Mendelssohn.
Op zaterdagavond 13 mei werd bekendgemaakt welke 24 van de 68 kandidaten mochten meedoen aan de halve finales. Koningin Mathilde woonde sessies bij van de voorronde op maandag 8 mei, donderdag 11 mei en vrijdag 12 mei 2017.

## Halve finales
De halve finale vond plaats van 15 tot 20 mei 2017, ook in Studio 4 van Flagey. De 24 halvefinalisten speelden elk 2 maal in 2 aparte sessies en werden daarbij begeleid door het Orchestre royal de chambre de Wallonie onder leiding van Frank Braley.
In een sessie soleerden ze in een concerto, te kiezen uit het Concerto in Bes G.482 van Luigi Boccherini, het Concerto in C Hob.VIIb:1 of het Concerto in D Hob.VIIb:2 van Joseph Haydn.
In de andere sessie brachten ze een recitalprogramma waarvan het verplichte werk deel uitmaakte. Het verplichte werk was deze keer Chacun(e) sa Chaconne van de in 1975 geboren Belgische componist Annelies Van Parys. Elke kandidaat bereidt voor deze ronde twee recitalprogramma’s voor, waaruit de jury er één kiest, en die minstens drie bewegingen van een Suite voor solo cello van Johann Sebastian Bach bevatten.
Op zaterdag 20 mei 2017 rond middernacht werd bekendgemaakt wie van de halvefinalisten mochten deelnemen aan de finale. Koningin Mathilde woonde de halve finales bij op maandag 15 mei, dinsdag 16 mei en zaterdag 20 mei 2017, evenals de bekendmaking van de finalisten.

## Finale
De finaleweek vond plaats van 29 mei tot 3 juni 2017 in het Paleis voor Schone Kunsten. Elke finalist voerde met het Brussels Philharmonic onder leiding van Stéphane Denève het verplicht werk en een zelfgekozen concerto uit. Het verplicht werk was Sublimation, voor cello en symfonisch orkest, gecomponeerd door de Japanner Toshio Hosokawa.
Hieronder de finalisten in volgorde van optreden met hun gekozen concerto.
Maandag 29/05
- Mr Sihao He - Robert Schumann, Concerto in A minor op. 129
- Mr Brannon Cho - Dmitri Sjostakovitsj, Concerto n. 1 in E flat major op. 107

Dinsdag 30/05
- Mr Yan Levionnois - Antonín Dvořák, Concerto n. 2 in B minor op. 104
- Mr Aurélien Pascal - Sjostakovitsj, Concerto n. 1 in E flat major op. 107

Woensdag 31/05
- Mr Maciej Kułakowski - Sjostakovitsj, Concerto n. 1 in E flat major op. 107
- Ms Seungmin Kang - Dvořák, Concerto n. 2 in B minor op. 104

Donderdag 01/06
- Ms JeongHyoun (Christine) Lee - Schumann, Concerto in A minor op. 129
- Mr Yuya Okamoto - Dvořák, Concerto n. 2 in B minor op. 104

Vrijdag 02/06
- Mr Bruno Philippe - Dvořák, Concerto n. 2 in B minor op. 104
- Mr Santiago Cañón-Valencia - Sjostakovitsj, Concerto n. 1 in E flat major op. 107

Zaterdag 03/06
- Mr Victor Julien-Laferrière - Sjostakovitsj, Concerto n. 1 in E flat major op. 107
- Mr Ivan Karizna - Sjostakovitsj, Concerto n. 1 in E flat major op. 107

Op zaterdag 3 juni 2017, maakte de juryvoorzitter Arie Van Lysebeth, in aanwezigheid van koningin Mathilde en kroonprinses Elisabeth, de winnaar en de overige vijf prijswinnaars bekend.

Het palmares luidt, in volgorde:
1. Victor Julien-Laferrière (Frankrijk)
2. Yuya Okamoto (Japan)
3. Santiago Cañón-Valencia (Colombia)
4. Aurélien Pascal (Frankrijk)
5. Ivan Karizna (Wit-Rusland)
6. Brannon Cho (Verenigde Staten)

De overige zes finalisten werden als "laureaat" door de juryvoorzitter in alfabetische volgorde afgeroepen. Het gaat om: Sihao He, Seugmin Kang, Maciej Kulakowski, Christine Lee, Yan Levionnois en Bruno Philippe.
De Canvas-Klaraprijs, een publieksprijs ter waarde van € 2.500 werd toegekend aan Ivan Karizna.